# Моаби
Моаби(фр. Moabi) — город на юго-западе Габона, административный центр департамента Дуиньи в провинции Ньянга.

## Население
Население 5235 человек (по данным переписи 2013 года). Основные этические группы Пуну и Банту.

## География
Город находится примерно в 50 км к северу от Чибанги, рядом с дорогой R21, ведущей в Муила. Недалеко течет река Ганзи.
Главный район города где находиться торговля и разные услуги называется Миамба.